# Eremiornis carteri
Eremiornis carteri là một loài chim trong họ Locustellidae.